# Eleições presidenciais no Cazaquistão em 2019
As eleições presidenciais cazaques de 2019 foram realizadas antecipadamente em 9 de junho para eleger o presidente do Cazaquistão, após a renúncia do presidente Nursultan Nazarbayev em março de 2019. Esta foi a sexta eleição presidencial realizada desde a independência do Cazaquistão e a terceira consecutiva a ser realizada antecipadamente. Com uma participação de 77,5%, a menor desde 2005, o presidente interino Kassym-Jomart Tokayev, do partido Nur-Otan, conquistou 71% dos votos, a menor quantia já obtida para um presidente em exercício na história do Cazaquistão. Seu desafiante mais próximo foi Amirjan Qosanov, do Ult Tagdyry, que recebeu 16%. As eleições foram amplamente denunciadas como uma farsa.

## Contexto
Nursultan Nazarbayev foi eleito para um quinto mandato como presidente nas eleições de 2015. Ele deveria concorrer novamente em 2020, mas renunciou em março de 2019, e indicou que o presidente do Senado, Kassym-Jomart Tokayev, ficaria no cargo de presidente pelo resto de seu mandato. No entanto, em abril, Tokayev anunciou que eleições antecipadas seriam realizadas em junho para evitar "incerteza política".
O presidente do Cazaquistão é eleito usando o sistema de dois turnos; Se nenhum candidato receber a maioria dos votos no primeiro turno, um segundo turno será realizado entre os dois principais candidatos.

## Candidatos
Nove candidatos concorreram à Comissão Eleitoral Central para disputar as eleições. Um total de sete candidatos foram aprovados, enquanto um candidato se aposentou e outro foi desqualificado por não possuir conhecimento suficiente da língua cazaque.

## Resultados
| Candidato                              | Partido                                  | Votos      | %     |
| -------------------------------------- | ---------------------------------------- | ---------- | ----- |
| Kassim-Jomart Tokayev                  | Nur-Otan                                 | 6,539,715  | 70.96 |
| Amirjan Qosanov                        | Ult Tagdyry                              | 1,495,401  | 16.23 |
| Dania Yespayeva                        | Ak Zhol                                  | 465,714    | 5.05  |
| Toleutai Rakhimbekov                   | Auyl                                     | 280,451    | 3.04  |
| Amangeldy Taspikhov                    | Federação dos Sindicatos do Cazaquistão  | 182,898    | 1.98  |
| Jambyl Ahmetbekov                      | Partido Popular Comunista do Cazaquistão | 167,849    | 1.82  |
| Sadybek Tugel                          | Uly Dala Kyrandary                       | 84,582     | 0.92  |
|                                        |                                          |            |       |
| Votos válidos                          | Votos válidos                            | 9,216,410  | 99.38 |
| Votos inválidos ou em branco           | Votos inválidos ou em branco             | 57,700     | 0.62  |
| Total de votos                         | Total de votos                           | 9,274,110  | 100.0 |
| Eleitores registrados e comparecimento | Eleitores registrados e comparecimento   | 11,960,364 | 77.54 |
| Fonte:«CEC»                            |                                          |            |       |